# La Lodoiska
La Lodoiska ist eine Oper (Originalbezeichnung: „dramma per musica“) in zwei (je nach Fassung drei) Akten des Komponisten Johann Simon Mayr. Das Libretto stammt von Francesco Gonella nach Filette-Loreux. Die Uraufführung fand am 26. Januar 1796 im Teatro La Fenice in Venedig statt.

## Handlung
Prinzessin Lodoiska wurde von ihrem Vater der Obhut des Schlossherrn Boleslao anvertraut. Dieser will sein Mündel nun verheiraten. Die Prinzessin jedoch hat sich in den polnischen Prinzen Lovinski verliebt und lehnt die geplante Vermählung ab. Lovinski kommt unter dem Namen Siveno auf das Schloss und bittet im Namen von Lodoiskas Vater um die Rückgabe der Prinzessin. Boleslao zeigt sich stur und weigert sich diesem Ansinnen nachzukommen. Als Sigeski, der Vater der Prinzessin, persönlich im Schloss erscheint, um die Angelegenheit aufzuklären, wird er, wie auch Lovinski vom immer tyrannischer auftretenden Boleslao kurzerhand eingekerkert. Der Schlossherr plant nun die Ermordung des Liebespaares, das damit in große Gefahr gerät. Am Ende werden alle von Giskano, einem tatarischen Prinzen und Heerführer, gerettet. Dieser wurde einstmals von Lovinski aus einer lebensgefährlichen Lage gerettet. Nun revanchiert er sich, indem er den Prinzen und dessen zukünftige Frau rettet.

## Weitere Anmerkungen
Bei der Uraufführung am 26. Januar 1796 im venezianischen Teatro La Fenice sangen Teresa Maciorletti Blasi (Lodoiska), Luigi Marchesi (Lovinski), Giuseppe Carri (Boleslao), Teodosia Ferraglia (Resiska), Pietro Bonini (Narseno), Filippo Martinelli (Radoski), Antonio Ricci (Giskano) und Giacomo Zamboni (Sigeski). Das Bühnenbild stammte von Antonio Mauro. Kostümbildner war Abram Greco. Die Oper wurde mit den Balletten Cook, ossia Gl’inglesi in Othajti und Il mercato di Pozzuolo, ossia Il speciale ingannato des Choreografen Lauchlin Dusquesney kombiniert.
Das Libretto wurde 1791 bereits von Luigi Cherubini vertont. Die Mayr-Oper gehört heute nicht mehr zum Standardrepertoire der Opernhäuser. Sie wird wenn überhaupt nur selten gespielt. Der Komponist brachte im Jahr 1799 eine revidierte Fassung des Werks heraus, die in Parma aufgeführt werden sollte. Während die Originalfassung als ernstes „dramma per musica“ zur Gattung der opera seria zählt, bezeichnete Mayr selbst die Neufassung im Partiturmanuskript als „opera semiseria“, in seinem Werkkatalog aber als „opera buffa“. Die französische Vorlage war eine Opéra-comique. Allerdings kam es in Parma aus unbekannten Gründen nicht zur Aufführung dieser Version. Später kamen noch weitere (aufgeführte) Revisionen hinzu. Daher gibt es keine einheitliche Inhaltsangabe. Aufführungen in verschiedenen Städten wie Florenz, Dresden, Wien, Triest, Udine, Bergamo, Verona, Turin, Mailand, Reggio, Padua, Paris, Cremona und Verona sind für die Zeit bis mindestens 1816 belegt. Später ließ die Zahl der Aufführungen nach.
Es gibt mindestens eine CD-Einspielung aus dem Jahr 2010. Diese erschien unter dem Label Oehms im Januar 2012. Es spielt das Münchner Rundfunkorchester unter der Leitung von George Petrou. Mitwirkende waren Anna Maria Panzarella, Elena Belfiore und Jeremy Ovenden. Die Doppel-CD umfasst 43 Tracks.